# 우타쓰역
우타쓰역(일본어: 歌津駅)은 일본 미야기현 모토요시군 미나미산리쿠정에 위치한 동일본 여객철도 게센누마 선의 철도역이다. 상대식 승강장 2면 2선의 구조를 갖춘 지상역이며, 2011년 3월에 발생한 동일본 대지진에 의해, 열차 운행은 중단한 상태이다. 2020년 4월 1일, 야나이즈 역 - 게센누마 역 간의 철도 사업 폐지로 인해 철도역으로는 폐역 처리가 되었다.

## 타는 곳
| 1 | ■ 게센누마 선 | 상행 | 마에야치 · 고고타 · 센다이 방면 |
| 2 | ■ 게센누마 선 | 하행 | 모토요시 · 게센누마 방면        |

## 이용 현황
| 연도     | 1일 평균 | 연도     | 1일 평균 |
| 2000년도 | 218      | 2008년도 | 172      |
| 2001년도 | 225      | 2009년도 | 184      |
| 2002년도 | 205      | 2010년도 | 186      |
| 2003년도 | 197      | 2011년도 | 영업중단 |
| 2004년도 | 198      | 2012년도 | 영업중단 |
| 2005년도 | 212      | 2013년도 | 63       |
| 2006년도 | 211      | 2014년도 | 59       |
| 2007년도 | 188      |          |          |
| -------- | -------- | -------- | -------- |

## 역 주변
- 국도 제45호선

## 인접 역
| 게센누마 선            | 게센누마 선   | 게센누마 선                |
| ---------------------- | ------------- | -------------------------- |
| 시즈하마 마에야치 방면 | ■ 게센누마 선 | 리쿠젠미나토 게센누마 방면 |